# Erebia tyrsus
Erebia tyrsus är en fjärilsart som beskrevs av Hans Fruhstorfer 1911. Erebia tyrsus ingår i släktet Erebia och familjen praktfjärilar. Inga underarter finns listade i Catalogue of Life.